# Григорьева, Юлия Сергеевна
Юлия Сергеевна Григорьевна (род. 23 июля 2000 года) - российская спортсменка-подводница и пловчиха.

## Карьера
Представляет Ярославскую область. Тренируется у з.тр. России Е.С. Аргуновой. В 2015 году стала мастером спорта по плаванию .
На чемпионате России 2020 года была второй на 200-метровке и 400-метровке, третьей на 100-метровке .
Победитель чемпионата России по плаванию в классических ластах на дистанциях 100, 200 и 400 метров.
В составе российского квартета завоевала серебро на чемпионате мира.
Студентка ЯГУ. Тренер клуба «Tristyle».